# Ковальчук, Анна Николаевна
Анна Николаевна Ковальчук (род. 2 сентября 1938, Елизаветинка, Татарская АССР) — советский обработчик рыбы. Полный кавалер ордена Трудовой Славы.

## Биография
Анна Ковальчук родилась 2 сентября 1938 года в селе Елизаветинка Челнинского района Татарской АССР (сейчас Тукаевский район Татарстана).
Окончила среднюю школу, после чего в 1959 году переехала в Мурманск. Окончила курсы бухгалтеров. Работала рыбообработчицей на первом, а с 1976 года — на втором холодильном заводе Мурманского рыбообратывающего комбината.
С 1983 года работала бригадиром пельменного участка второго холодильного завода.
За самоотверженный труд в девятой, десятой и одиннадцатой пятилетках была награждена орденом Трудовой Славы 3-й, 2-й и 1-й степеней (4 июля 1986), став его полным кавалером. Ковальчук — первый полный кавалер ордена среди работников рыбной промышленности Северного бассейна.
В декабре 1986 года была делегатом первого съезда профсоюза работников рыбного хозяйства СССР.